# 木岐川
木岐川（ききがわ）は、徳島県海部郡美波町を流れる二級河川である。

## 地理
海部郡美波町より同町を通過し木岐港（太平洋）に注ぐ。

## 支流
- 旧木岐川

## 流域の主な施設
- 日和佐道路
- 徳島県道289号赤松由岐線
- JR牟岐線木岐駅

## 流域の自治体
徳島県
海部郡美波町